# Agía Sotíra
Agía Sotíra (Agia Sotira) är en ort i Grekland.   Den ligger i prefekturen Nomós Korinthías och regionen Peloponnesos, i den sydöstra delen av landet, 60 km väster om huvudstaden Aten. Agía Sotíra ligger 1 meter över havet och antalet invånare är 215.
Terrängen runt Agía Sotíra är varierad. Havet är nära Agía Sotíra norrut.  Närmaste större samhälle är Korinth, 14,6 km sydväst om Agía Sotíra. 